# Crisinidae
Crisinidae zijn een familie van mosdiertjes (Bryozoa) uit de orde van de Cyclostomatida.

## Geslachten
- Biidmonea Calvet, 1903
- Crisidmonea Marsson, 1887
- Crisina d'Orbigny, 1853
- Mesonea Canu & Bassler, 1920

Niet geaccepteerd geslacht:
- Polyascosoeciella Taylor & McKinney, 1996 → Crisidmonea Marsson, 1887